# José Castelli
José Castelli, mais conhecido como Rato (São Paulo, 19 de agosto de 1904 — 26 de setembro de 1984), foi um treinador e futebolista brasileiro que atuou como atacante.

## Carreira

### Como jogador
Filho dos imigrantes italianos Andrea Castiello e Maddalena Leopardi, José Castelli, foi o primeiro meia que se tornou ídolo do SC Corinthians Paulista. Recebeu a alcunha de Rato por ser pequeno, arisco e ágil como o roedor, e também ganhou a alcunha de "O Rei do Drible", por conta de suas fintas desconcertantes e sempre objetivas com a perna esquerda.
Rato foi um dos jogadores que por mais tempo defenderam o Corinthians – ficou no clube de 1921 a 1931 e de 1934 a 1937 – passagens alternadas por uma transferência à SS Lazio, da Itália. Sagrou-se duas vezes tricampeão paulista (1922, 1923 e 1924; 1928, 1929 e 1930) e entrou para a história ao marcar o primeiro gol em jogos oficiais à noite em São Paulo. Também faturou o título de Campeão dos Campeões pelo Corinthians diante do Vasco da Gama, em 1930.

### Como treinador
Com 255 jogos, Rato, é o 5º treinador que mais comandou o Corinthians na história.
Como responsável pelas categorias inferiores do Corinthians é tido como o homem que descobriu Roberto Rivellino, para muitos o maior jogador e maior ídolo da história do Corinthians. E como treinador do Corinthians também foi bicampeão paulista de futebol em 1951 e 1952 e campeão da Pequena Taça do Mundo de 1953.

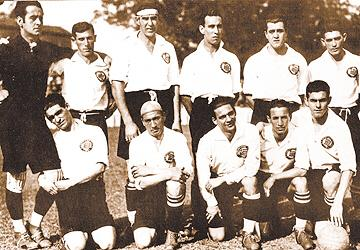
Time do Corinthians campeão paulista de 1930. Da esquerda para a direita (em pé): Tuffy, Nerino Galante, Grané, Guimarães, Del Debbio e Munhoz. Agachados: Filó, Neco, Peres, Rato e De Maria

## Títulos

### Como jogador
Corinthians
- Campeonato Paulista: 1922, 1923, 1924, 1928, 1929, 1930 e 1937
- Campeão dos Campeões: 1930

### Como treinador
Corinthians
- Campeonato Paulista: 1951 e 1952
- Pequena Taça do Mundo: 1953